# Cmentarz Ruzyňski
Cmentarz Ruzyňski (czes. Ruzyňský hřbitov) – cmentarz położony w stolicy Czech w dzielnicy Praga 6 (Ruzyně) przy ulicy Pod Hřbitovem.

## Historia
Cmentarz został założony prawdopodobnie na przełomie XIX i XX wieku. Jest położony na północ od szosy Karlovarskiej wzdłuż drogi biegnącej równolegle do niej. We wschodniej,  starszej części na środku głównej alei znajduje się krzyż na cokole. Główna aleja łączy główne wejście ze znajdującą się w zachodniej części cmentarza neogotycką kaplicą zbudowaną w 1902. Za kaplicą znajduje się przejście do nowej, zachodniej części cmentarza. Główna brama znajduje się we wschodniej części cmentarza. Na powierzchni 0,42 ha znajduje się 30 grobów rodzinnych, 660 pojedynczych oraz 110 grobów urnowych.